# LIGO
LIGO (англ. Laser Interferometer Gravitational-Wave Observatory) — лазерно-интерферометрическая гравитационно-волновая обсерватория. Проект был предложен в 1992 году Кипом Торном, Рональдом Древером из Калифорнийского технологического института и Райнером Вайссом из Массачусетского технологического института. Проект финансируется американским Национальным научным фондом. Достигая по стоимости 1,4 миллиардов долларов, этот проект является самым дорогим среди всех когда-либо финансировавшихся фондом.
Международное научное сообщество LIGO (англ. LIGO Scientific Collaboration, LSC) представляет собой растущую с каждым годом группу исследователей: около 40 научно-исследовательских институтов и 1500 отдельных учёных работают над анализом данных, поступающих с LIGO и других обсерваторий. В составе коллаборации работают и две научные группы из России: группа В. П. Митрофанова (Кафедра физики колебаний Физического факультета МГУ, Москва) и группа академика РАН А. М. Сергеева (Институт прикладной физики РАН, Нижний Новгород).
11 февраля 2016 года коллаборации LIGO и VIRGO объявили об обнаружении гравитационных волн, произошедшем 14 сентября 2015 года на установках LIGO, обнаруженный сигнал исходил от слияния двух чёрных дыр массами 36 и 29 солнечных масс на расстоянии около 1,3 млрд световых лет от Земли, при этом три солнечных массы ушли на излучение.

## Цели и задачи
Главная задача LIGO — экспериментальное обнаружение гравитационных волн космического происхождения. Эти волны впервые были предсказаны в общей теории относительности Эйнштейна в 1916 году, когда ещё не существовало технологий, необходимых для их обнаружения. Их существование было косвенно доказано (Stairs, I. H. (2003) Testing general relativity with pulsar timing. Liv. Rev. Relativity 6, 5; Lorimer, D. R. (2008) Binary and millisecond pulsars. Liv. Rev. Relativity 11, 8) при изучении пульсара PSR B1913+16 (за открытие пульсара учёные были награждены Нобелевской премией по физике 1993 года).
В августе 2002 года обсерватория LIGO начала наблюдение гравитационных волн. Как предполагается, их можно наблюдать в двойных системах (столкновения и взаимодействия нейтронных звёзд и чёрных дыр), при взрывах сверхновых звёзд, вблизи пульсаров и в остатках гравитационного излучения, порождённого Большим взрывом.
Теоретически обсерватория может исследовать и такие гипотетические явления как космические струны и границы доменов (англ. Domain wall, границы, разделяющие регионы двух возможных минимумов потенциальной энергии (вакуумов)).
Обсерватория участвует в проекте Einstein@Home.

## Обсерватории

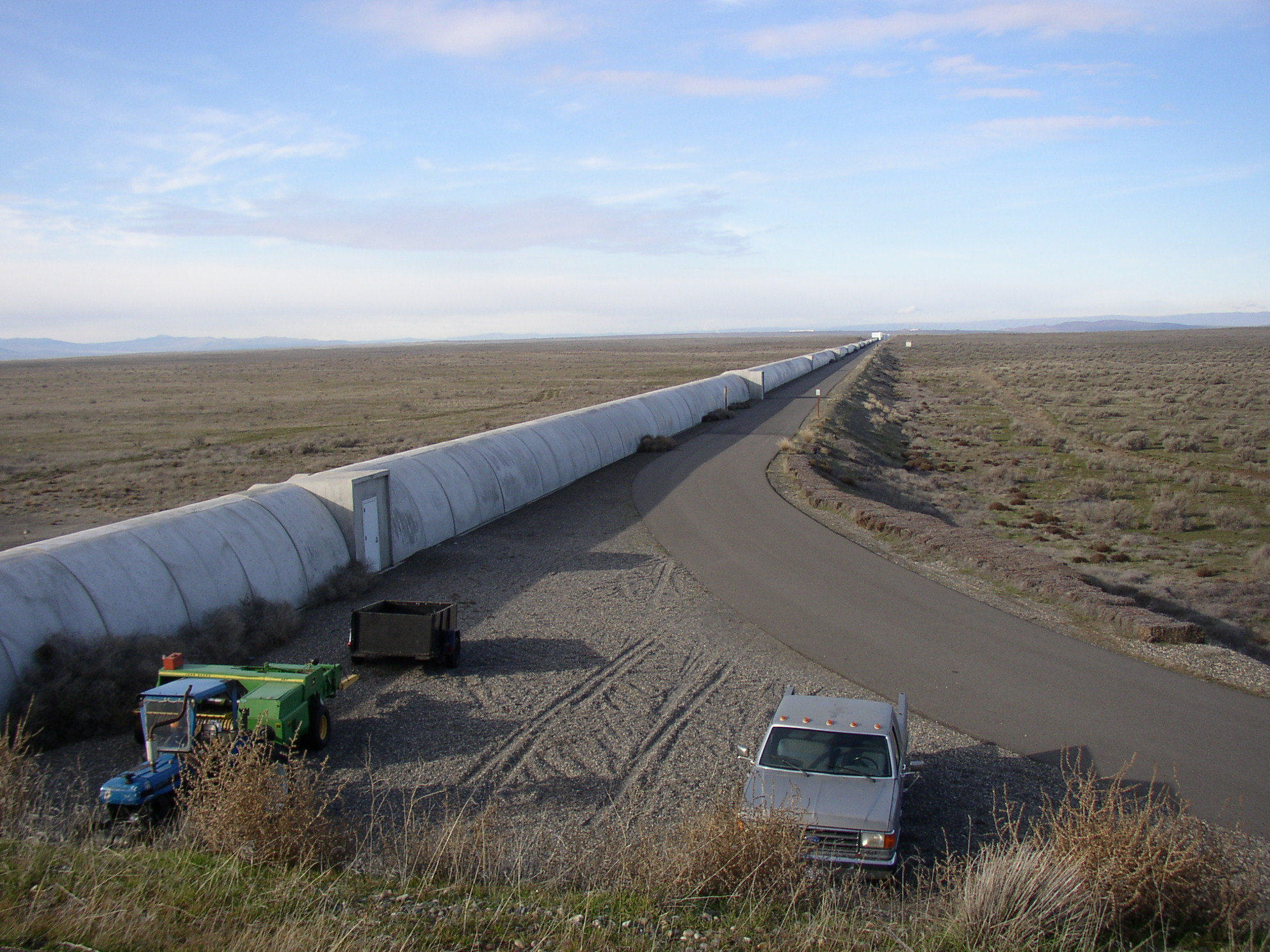
Северный детектор (х-рукав) интерферометра в Хэнфорде

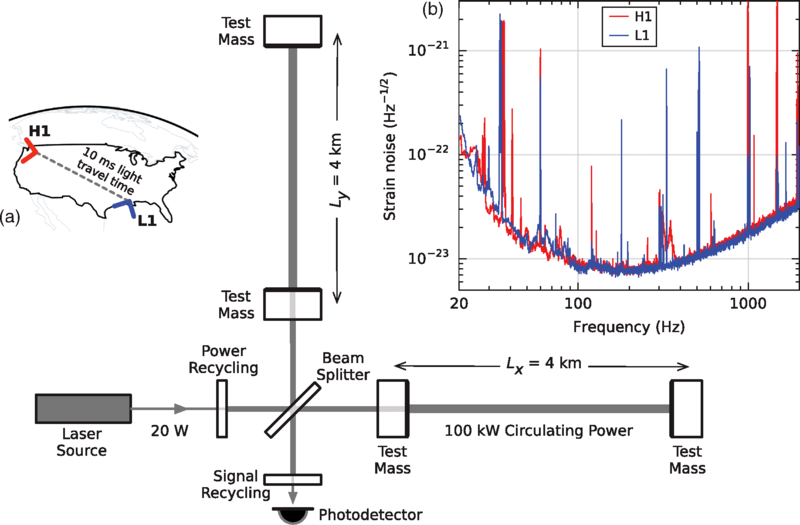
Принцип детектирования

LIGO состоит из двух обсерваторий: в Ливингстоне (штат Луизиана) и в Хэнфорде (штат Вашингтон), удалённых друг от друга на 3002 километра. Поскольку скорость распространения гравитационных волн, как ожидают, равна скорости света, это расстояние даёт разницу в 10 миллисекунд, которая позволит определить направление на источник зарегистрированного сигнала.
Основной элемент каждой обсерватории — Г-образная система, состоящая из двух четырёхкилометровых плеч с высоким вакуумом внутри. Внутри такой системы устанавливается модифицированный интерферометр Майкельсона, в каждом из плеч которого благодаря дополнительным зеркалам из кварцевого стекла образуются резонаторы Фабри-Перо, эти зеркала на особом подвесе являются пробными массами, расстояние между которыми меняет пришедшая гравитационная волна. Она удлиняет одно плечо и одновременно укорачивает второе.
Луч лазера вначале проходит через одностороннее зеркало, которое пропускает луч от лазера и отражает луч, возвращающийся из интерферометра, таким образом являясь рециркулятором мощности и позволяя вместо 750-киловаттного лазера использовать 200-ваттный. Затем луч входит в интерферометр и разделяется светоделителем на два луча, каждый из которых направляется в соответствующее плечо интерферометра и проходит резонатор Фабри-Перо около 280 раз, многократно отражаясь в конце и начале плеча, что значительно повышает чувствительность интерферометра. Затем лучи из двух плеч складываются в фотодетекторе, и разность хода между ними вызывает изменение тока в детекторе.
Одновременно с основным интерферометром может быть использован «малый» интерферометр. Длина плеча такого интерферометра вдвое меньше (2 километра), а резкости резонаторов Фабри-Перо в плечах те же, что и у основного интерферометра, что соответствует вдвое меньшему времени затухания. Из-за уменьшения времени звона, теоретически рассчитанная чувствительность малого интерферометра совпадает с чувствительностью основного интерферометра на частотах выше 200 Гц, но вдвое хуже на низких частотах.
Обсерватория в Ливингстоне работает с одним интерферометром в основном режиме. В 2004 году этот интерферометр был успешно усовершенствован посредством установки основанной на гидравлических актюаторах активной системы механического шумоподавления. Такая система обеспечивает ослабление вибраций на частотах 0,1—5 Гц на порядок. В этой полосе сейсмические вибрации обусловлены, в основном, микросейсмическими волнами и антропогенными источниками (дорожным движением, лесозаготовками и пр.)
В Хэнфордской обсерватории наряду с интерферометром, идентичным Ливингстонскому, используют также вдвое меньший интерферометр. Благодаря ограниченной сейсмической активности в юго-восточном Вашингтоне, в Хэнфорде допустимо было продолжать использовать пассивную систему шумоподавления.

## История научных запусков
- 23 августа 2002 г. — 9 сентября 2002 г. (кодовое обозначение «S1»);
- 14 февраля 2003 г. — 14 апреля 2003 г. («S2»);
- 31 октября 2003 г. — 9 января 2004 г. («S3»);
- 22 февраля 2005 г. — 23 марта 2005 г. («S4»);
- 4 ноября 2005 г. — август 2007 г. («S5»);
- 7 июля 2009 г. — 20 октября 2010 г. («S6»);
- 18 сентября 2015 — 12 января 2016 («O1») — первый научный запуск Advanced LIGO[8][9];
- 30 ноября 2016 — 25 августа 2017 («O2») — второй научный запуск [10];
- 1 апреля 2019 — 1 октября 2019 («O3a») [11];
- 1 ноября 2019 — 27 марта 2020 («O3b») [12];
- 1 мая 2023 — 2025[13] [14].

## Наблюдавшиеся события
- GW150914 (14 сентября 2015 года)
- GW151226 (26 декабря 2015 года)
- GW170104 (4 января 2017 года)
- GW170814 (14 августа 2017 года)
- GW170817 (17 августа 2017 года)
- GW190425 (25 апреля 2019 года)
- GW190814 (14 августа 2019 года)

## Проекты

### Advanced LIGO
Предполагалась серия улучшений обсерватории. К 2014 году планировалось достичь на порядок лучшей чувствительности, чем в действующих до 2011 и 2012 годов антеннах.

### LISA
LISA (англ. Laser Interferometer Space Antenna, космическая антенна, использующая принцип лазерного интерферометра) — совместный проект НАСА и ЕКА, который планируется объединить с LIGO в исследовании гравитационных волн. Обсерватории будут воспринимать гравитационные волны на разных частотах (частота волн, воспринимаемых LISA, на четыре — пять порядков ниже, чем у LIGO), поэтому полученные данные будут взаимодополняться.